# Kapela Ravenska
Kapela Ravenska falu Horvátországban Kapronca-Kőrös megyében. Közigazgatásilag  Sveti Petar Orehovechez tartozik.

## Fekvése
Kőröstől 10 km-re északnyugatra, községközpontjától 3 km-re északkeletre a Kemléki-hegység lejtőin fekszik.

## Története
A falunak 1857-ben 108,  1910-ben 229 lakosa volt. Trianonig Belovár-Kőrös vármegye Körösi járásához tartozott. 2001-ben 95 lakosa volt.

## Nevezetességei
A Szentlélek tiszteletére szentelt kápolnája a 18. században épült.